# باشگاه فوتبال کابووی واریورز
کابووی واریورز یک باشگاه فوتبال زامبیایی مستقر در کابووی است که در لیگ برتر زامبیا بازی می‌کند. آنها بازی‌های خانگی خود را در ورزشگاه راه‌آهن در کابووی انجام می‌دهند. آنها دومین باشگاه موفق زامبیا از نظر جام‌های کسب شده، تنها پس از موفولیرا واندررز هستند، اما از سال ۱۹۸۷ قهرمان لیگ نشده‌اند. این باشگاه توسط راه‌آهن زامبیا حمایت می‌شود.

## تاریخچه
این باشگاه با نام بروکن هیل یونایتد تأسیس شد اما در سال ۱۹۶۶ نام خود را به کابووی واریورز تغییر داد.
کابووی واریورز اولین عنوان لیگ خود را در سال ۱۹۶۸ با تفاضل گل پس از اندولا یونایتد به دست آورد که برای ورود به دور نهایی در صدر جدول بود، اما در آخرین روز فصل با نتیجه ۲–۱ شکست خورد.
در سال ۱۹۷۱ کابووی واریورز اولین تیم زامبیایی بود که در لیگ قهرمانان آفریقا بازی کرد، اما تیم عملکرد بدی داشت. با این حال، در سال ۱۹۷۲، کابووی واریورز نماینده زامبیا در مسابقات فوتبال قاره‌ای بود و به یک‌چهارم نهایی رسید. کابووی واریورز در مرحله یک چهارم نهایی با مجموع گل ۳–۹ به هارتس آف اوک غنا باخت.
گادفری چیتالو، بزرگ فوتبال زامبیا، که بهترین گلزن تمام دوران باشگاه است، به عنوان بهترین بازیکن باشگاه شناخته می‌شود. او بین سال‌های ۱۹۷۱ تا ۱۹۸۲ برای این باشگاه بازی کرد. در سال ۱۹۷۲ او ۱۰۷ گل در تمام مسابقات برای باشگاه و کشور به ثمر رساند؛ بیش از رکورد رسمی لیونل مسی که در سال ۲۰۱۲ ثبت شد.
در فصل ۱۴–۲۰۱۳، کابووی واریورز سقوط کرد، اما این باشگاه پس از یک سال غیبت، به لیگ برتر بازگشت، و با پنج بازی باقی مانده برای بازی در بخش یک شمال، صعود خود را به دست آورد.

## افتخارات
- سوپر لیگ زامبیا: ۵ قهرمانی
- جام حذفی زامبیا: ۵ قهرمانی
- چلنج کاپ زامبیا: ۸ قهرمانی
- جام کوکا کولا زامبیا: ۱ قهرمانی